# Котелевский поселковый совет
Котелевский поселковый совет (укр. Котелевська селищна рада) — входит в состав
Котелевского района
Полтавской области
Украины.
Административный центр поселкового совета находится в 
пгт Котельва.

## История
- 1925 — дата образования.

## Населённые пункты совета
- пгт Котельва
- с. Каменное
- с. Михайлово
- с. Чернещина